# Peter Lüssi
Peter Lüssi ([lyːsːɪ]; * 3. Februar 1946 in Stäfa, Kanton Zürich) ist ein Schweizer Sozialarbeiter und emeritierter Hochschullehrer. Er ist der Begründer des Begriffs Systemische Sozialarbeit und ein früher Vertreter der systemischen Konzeption der Sozialarbeit.

## Leben
Peter Lüssi studierte an der Universität Zürich Recht, Theologie, Philosophie und Tiefenpsychologie. Von 1962 bis 1969 engagierte er sich in der kirchlichen Jugendarbeit und während des Studiums war er teilzeitlich als Lehrer tätig: an der Berufsschule Zürich (Recht und Deutsch) und an einer Psychiatriepflegeschule (Tiefenpsychologie). Im Jahr 1976 promovierte er mit dem Buch Atheismus und Neurose zum Doktor der Theologie.
Von 1977 bis 1990 arbeitete er als Sozialarbeiter, ab 1982 als stellvertretender Leiter, im polyvalenten Sozialdienst der Stadt Wädenswil (Jugend- und Familienberatung, Amtsvormundschaft, allgemeine Sozialberatung, Sozialhilfe, Gemeinwesenarbeit).
Daneben machte er am Institut für Management und Kaderbildung in Zürich eine zweijährige Ausbildung als Manager (Management-Diplom 1982). 1983 gründete er zusammen mit Berufskollegen die Vereinigung Sozialarbeiter in politischen Gemeinden (SPG) und war bis 1990 deren Vorsitzender. Die Vereinigung diente der Weiterbildung und der Interessenvertretung der Sozialarbeiter in den Zürcher Gemeinden.
Von 1990 bis 2006 war Peter Lüssi in Bern Professor für Sozialarbeitstheorie an der Hochschule für Sozialarbeit (HSA) der Berner Fachhochschule. 1991 erschien im Verlag Haupt in Bern sein Lehrbuch Systemische Sozialarbeit (6. Auflage 2008).  
2006 liess er sich, mit sechzig Jahren, emeritieren.

## Werk
Mit Lüssis Buch Systemische Sozialarbeit. Praktisches Lehrbuch der Sozialberatung lag 1991 erstmals im deutschsprachigen Raum eine grundsätzlich systemisch konzipierte Sozialarbeitstheorie vor. Basis dafür sind die soziologischen Systemtheorien von Talcott Parsons und von Niklas Luhmann. Im Gegensatz zur „Klientzentrierung“ der üblichen Sozialarbeitstheorie und -praxis ist im Sozialarbeitskonzept von Lüssi das systemische Prinzip vorrangig – sowohl für das Verstehen der sozialen Probleme wie für das methodische Problemlösungshandeln des Sozialarbeiters. In seine Sozialarbeitslehre sind aber auch klientzentrierte Momente eingebaut, denn er will die Sozialarbeit vollständig, d. h. in allen wesentlichen Aspekten, darlegen und anerkennt, dass mit dem System-Modell, auch wenn es das basale und umgreifende Konzept für die Sozialarbeit ist, nicht alles für sie Wesentliche erfasst werden kann. 
Lüssis Lehrbuch behandelt lediglich die Sozialberatung, d. h. die Sozialarbeit im einzelnen sozialen Problemfall, in den stets zahlreiche Personen involviert sind. Lüssi nennt diese „Problembeteiligte“. Die Systemorientierung seines Konzepts zeigt sich unter anderem darin, dass der Sozialarbeiter möglichst alle Problembeteiligten zur Klientschaft führen soll (Konzept der mehrfachen Klientschaft) und nicht auf den einen, d. h. „seinen“ (exklusiven) Klienten fixiert sein darf. 
Das Werk enthält viele neue Begriffe und Konstrukte und legt das Hauptgewicht auf das methodische Handeln des Sozialarbeiters, gestützt auf konkrete berufliche Erfahrung. Dieses fächert sich gemäss Lüssi auf in die sechs sozialarbeiterischen Handlungsarten Beratung, Problemverhandlung, Intervention, Beschaffung, Vertretung, Betreuung. Das Buch erschien 2008 in sechster Auflage. Es wurde auch ins Ungarische und ins Lettische übersetzt und gilt als ein „Sozialarbeit-Klassiker“.